# ピエーア
ピエーア（伊: Piea）は、イタリア共和国ピエモンテ州アスティ県にある、人口約600人の基礎自治体（コムーネ）。

## 地理

### 位置・広がり

#### 隣接コムーネ
隣接するコムーネは以下の通り。
- コルタンツェ
- クーニコ
- モンタフィーア
- ピオヴァ・マッサーイア
- ソーリオ
- ヴィアーレ

#### 地震分類
イタリアの地震リスク階級 (it) では、4 に分類される
。

## 行政

### 分離集落
ピエーアには、以下の分離集落（フラツィオーネ）がある。
- Primparino, San Grato, Vallia, Vallunga, Varandone, Vaccarito, Caffarotto, Rodino, San Secondo, Ingazzo, Chiusa